# Charles Nicholl
Charles Nicholl (Londres, 19 de julio de 1950) es un autor inglés especializado en trabajos sobre historia, biografías, análisis literario y de autoría, así como relatos de viajes. 
Empezó a escribir en los años 1970 y a publicar en 1980. Entre otros, ha estudiado a Christopher Marlowe, Arthur Rimbaud, Leonardo da Vinci, Thomas Nashe y William Shakespeare. Es miembro de la Royal Society of Literature.
Estudió en el King's College de Cambridge.
Desde el principio mostró interés por la contracultura.
En 1972, ganó el «premio al escritor joven» del Daily Telegraph, en el que, como parte del premio, se incluía un viaje a Martinica, que aprovechó para visitar América del Sur, incluyendo Perú y Colombia. En 1972, ganó el «premio al escritor joven» del Sunday Times, por su relato sobre un viaje con LSD, titulado The Ups and The Downs («Los altibajos»).
Además de su producción literaria, Nicholl también ha presentado documentales en televisión.
Ha dado clases en Gran Bretaña, Italia y Estados Unidos. También ha dado conferencias para Martin Randall Travel.
En los años 1990, se mudó con su familia a Italia, cerca de Lucca.

## Obra
- A Cup of News (1984), una biografía de Thomas Nashe.
- The Fruit Palace (1985), trad. La ruta de la coca: un viaje por Colombia y por el submundo del tráfico de cocaína (1991), publicado en español por Editora y Distribuidora Hispano Americana, S.A. (EDHASA)
- Borderlines (1988), trad. Fronteras: viajes por Birmania y Tailandia (1993), publicado en español por Editora y Distribuidora Hispano Americana, S.A. (EDHASA)
- The Reckoning: The Murder of Christopher Marlowe (1992, ganadora del James Tait Black Prize de biografía y del CWA Gold Dagger para novela de testimonio).
- Somebody Else: Arthur Rimbaud in Africa (1998, ganadora del Hawthornden Prize). Publicado en español como Rimbaud en África (2001) por Editorial Anagrama.
- Leonardo da Vinci: Flights of the Mind, (2004), publicada en español con el título Leonardo. El vuelo de la mente.[4]
- The Lodger: Shakespeare on Silver Street (2007);[1], publicado en EE. UU. con el título de The Lodger Shakespeare His Life On Silver Street.